# Acebedo
Acebedo es un municipio y villa española de la provincia de León, en la comunidad autónoma de Castilla y León. Cuenta con una población de 184 habitantes (INE 2024).

## Geografía

### Ubicación
Geográficamente se localiza en la parte noreste de la provincia de León, en las riberas del río Esla que baña y fertiliza su término. Su término territorial abarca una superficie de 50,2 km²., delimitando el contorno de su territorio los municipios de Burón por el norte y por el este, los de Riaño y Crémenes por el sur y por el oeste los municipios de Puebla de Lillo y Maraña.
Sus poblaciones se hallan cercadas por las montañas, permitiendo a duras penas la coexistencia en sus estrechos valles de sus entidades de población y de las vegas de sus cauces fluviales, como el río Esla.
| Noroeste: Maraña | Norte: Burón y Maraña | Noreste: Burón                      |
| Oeste: Burón     |                       | Este: Puebla de Lillo y Maraña      |
| Suroeste Riaño   | Sur: Riaño y Crémenes | Sureste: Puebla de Lillo y Crémenes |

### Orografía
El municipio se asienta en una zona montañosa, horadada por los diferentes ríos y arroyos, que crean valles secundarios al principal creado por el río Esla.

### Hidrografía
Acebedo está bañada por el río Esla, el cual recorre el municipio de este a oeste hasta desembocar en el embalse de Riaño.

## Demografía
Cuenta con una población de 184 habitantes (INE 2024).
| Gráfica de evolución demográfica de Acebedo entre 1842 y 2021 |
| |
| Población de derecho según los censos de población del INE Población de hecho según los censos de población del INE Entre el censo de 1857 y el anterior disminuye el término del municipio porque independiza a Maraña |

## Comunicaciones

### Carretera
El municipio se encuentra comunicado por carretera mediante la comarcal CL-635, y está a escasos kilómetros de la N-625 que comunica con Riaño y la capital provincial. En sentido contrario, a través del Puerto de Tarna, la carretera conecta con Asturias.

## Fiestas
- Santiago Apóstol, 25 de julio.